# Le Rythme de la vengeance
Pour plus de détails, voir Fiche technique et Distribution.
Le Rythme de la vengeance (The Rhythm Section) est un film d'action américano-britannique réalisé par Reed Morano, sorti en 2020.

## Synopsis
Après la disparition de sa famille dans un accident d'avion, Stephanie Patrick est tombée dans la dépression, la drogue et la prostitution. Un jour, un journaliste, Keith Proctor, lui prouve que ses proches sont décédés lors d'une attaque terroriste, déguisée en crash par le gouvernement. Sa source est un ancien agent du MI6 nommé Boyd. Leur première piste est le créateur de la bombe, un certain Reza. Déterminée à venger la mort de sa famille, Stephanie acquiert une arme à feu et réussit à le retrouver. Pourtant, incapable de le tuer, elle le laisse s'échapper. Lorsqu'elle revient chez Proctor, elle trouve l'appartement saccagé et le corps du journaliste. Elle localise Boyd en Écosse et s'y rend, mais ce dernier refuse de l'aider. Néanmoins, il lui révèle les raisons de l'explosion de l'avion. Un terroriste, connu sous le pseudonyme U-17, a abattu l'avion pour tuer le réformateur libéral musulman Abdul Kaif. Les autres victimes font partie d'un "dommage collatéral" maquillé en accident. Stephanie n'ayant rien à perdre, Boyd consent à l'entraîner et lui attribue une nouvelle identité, Petra Reuter, pour couvrir sa future mission.
Quelques mois plus tard, après avoir subi un entraînement intensif, Stephanie Patrick se rend à Madrid auprès d'un ex-agent de la CIA, Marc Serra. Ce dernier lui demande d'assassiner tous ceux qui sont liés à l'explosion de l'avion. Pourtant, Stephanie prépare finement sa vengeance, financée par la mère d'Abdul Kaif. D'autant plus qu'elle découvre peu à peu que Serra joue double jeu avec elle.

## Fiche technique
- Titre original : The Rhythm Section
- Titre français : Le Rythme de la vengeance (La section Rythmique au Québec)
- Réalisation : Reed Morano
- Montage : Joan Sobel
- Musique : Steve Mazzaro
- Photographie : Sean Bobbitt
- Production : Barbara Broccoli et Michael G. Wilson
- Sociétés de production : EON Productions, Open Road Films, Ingenious Film Partners et Danjaq
- Société de distribution : Paramount Pictures
- Pays d'origine :  Royaume-Uni,  États-Unis
- Langue originale : anglais
- Format : couleur
- Genre : action
- Durée : 109 minutes
- Dates de sortie :
  - États-Unis : 31 janvier 2020
  - France : 27 mai 2020 (DVD)

## Distribution
- Blake Lively (VF : Élisabeth Ventura ; VQ : Mélanie Laberge) : Stephanie Patrick
- Jude Law (VF : Alexis Victor ; VQ : Martin Watier) : Iain Boyd
- Sterling K. Brown (VF : Eilias Changuel ; VQ : Pierre-Étienne Rouillard) : Marc Serra
- Max Casella (VQ : François Sasseville) : Leon Giler
- Daniel Mays : Dean West
- Geoff Bell : Green
- Richard Brake : Lehmans
- Raza Jaffrey (VF : Thomas Roditi ; VQ : Adrien Bletton) : Keith Proctor
- Tawfeek Barhom : Reza
- David Duggan : David Patrick
- Nasser Memarzia : Suleman Kaif
- Amira Ghazalla : Alia Kaif